# Hair (musical)
A Hair egy  1967-ben bemutatott rockmusical, szövegkönyvét és dalszövegeit Gerome Ragni és James Rado írta, a zenéjét Galt MacDermot szerezte.

## Története
Gerome Ragni és James Rado 1964-ben kötöttek barátságot a New York-i off-Broadway-n, ahol akkoriban kisebb színházaknak, kluboknak dolgoztak. Ez a környék tele volt a vietnámi háború és a konformizmus ellen lázadó, hosszú hajat viselő fiatalokkal. A két szövegíró elhatározta, hogy musicalt ír ezekről fiatalokról, s még ebben az évben elkezdtek dolgozni a Hair című musical szövegkönyvén. Galt MacDarmot, az akkor már Grammy-díjas, komolyzenei alapokkal rendelkező zeneszerző 1966-ban csatlakozott hozzájuk. A zeneszerzővel Eric Blau producer hozta össze a fiatal szövegkönyvírókat. A karakterek már kirajzolódtak, állítólag a szövegírók saját egyéniségüket is beleszőtték a két főszereplő figurájába, s így végül a három alkotó kitartó munkájának köszönhetően a színpadi változat 1967-re el is készült. A romantikus James Rado el is játszotta Claude szerepét 1968-ban a Broadway-n.
Kezdetben több producer visszadobta a musicalt, mert a darabban szerepelt minden, ami akkoriban polgárpukkasztónak számított: szexualitás, kábítószer, háborúellenesség, de még meztelenség is - lásd később Miloš Forman azonos című filmjében is a fürdőzős jelenetet. 
Végül is az orosz-zsidó származású Joseph Papp (született: Joseph Papirofsky) adta be a derekát, s a felújítás alatt lévő Public Theaterben lehetővé tette a musical debütálását. Érdekesség, hogy Papp addig kizárólag Shakespeare-művekkel foglalkozott. 
A Hair 1967-ben debütált a Public Theater nevű kis színházban az off-Broadway-n, ám az áttörést a következő év hozta meg, amikor 1968-ban bemutathatták a musicalt a Broadway-n. A jelmeztervező Nancy Potts, a koreográfus pedig Julie Arenal volt. Nem minden botrány nélkül került a produkció az újságok címlapjára, hiszen a musical szereplői szabadszájúak, a társadalmi konvenciókat semmibe vevő fiatalokat ábrázoltak. Előfordult, hogy a turnéra induló színészeket több helyen inzultálták, az előadásokat bombafenyegetések zavarták meg. Massachusettsben 1970-ben  be is tiltották az előadást, a döntést a legfelsőbb bíróság változtatta meg.
Az elit ellenérzései ellenére a musical egycsapásra kultusz lett, mi sem bizonyítja jobban, hogy a Grammy-díjas lemezből több mint hárommillió példányt kapkodtak el, s egyhuzamban 1750 előadást tartottak csak New Yorkban, s New York után Londonban is óriási sikerrel adták elő a darabot.
Miloš Forman cseh származású amerikai rendező már 1968 óta készült a Hair filmváltozatát elkészíteni, ám erre csupán a hetvenes évek végén nyílt lehetősége. 
A filmváltozat, amit az Egyesült Államokban 1979-ben, Magyarországon pedig 1980-ban (!) mutattak be, valamelyest eltér az eredeti musicaltől. George Bergert Treat Williams, Claude Bukowskit John Savage, Sheilát Beverly D’Angelo alakította. A színészek maguk énekelték a dalokat. 
A Hair musicalt több mint 50 éve játsszák töretlen sikerrel, 2017-ben a Broadway-n és Londonban egyaránt felújították.

## Magyarországon
A Hairt Magyarországon először 1985. augusztus 14-én mutatta be a Rock Színház a Budai Parkszínpadon. A fordítók Dohár Péter és Miklós Tibor voltak. Az előadást Sándor Pál rendezte, a főbb szerepekben Nagy Feró (Berger), Kaszás Attila (Claude), Gajdos József (Russel) és Nagy Anikó (Sheila) voltak láthatóak. Ennek az előadásnak nem az eredeti Broadway-változat volt az alapja, hanem a film.
Az eredeti Broadway darab első magyar bemutatója a Belvárosi Színházban volt az Orlai Produkciós Iroda bemutatásában, 2015. június 24-én. Az előadást Mohácsi János rendezte, a szöveget Závada Péter fordította. A főbb szerepeket Szabó Kimmel Tamás (Berger), Mátyássy Bence (Claude), Radnay Csilla (Sheila) és  Lovas Rozi (Jeannie) játszották.